# Titularbistum Forum Traiani
Forum Traiani ist ein Titularbistum der römisch-katholischen Kirche. 
Das heutige Fordongianus ist ein kleiner Ort auf Sardinien.
| Titularbischöfe von Forum Traiani |                               |                                                         |                   |                  |
| Nr.                               | Name                          | Amt                                                     | von               | bis              |
| 1                                 | Andrés María Rubio Garcia SDB | Weihbischof in Montevideo (Uruguay)                     | 18. Mai 1968      | 22. Mai 1975     |
| 2                                 | Edmund Joseph Fitzgibbon SPS  | Apostolischer Administrator des Bistums Warri (Nigeria) | 20. November 1975 | 31. August 1991  |
| 3                                 | Edgar de Jesú Garcia Gil      | Weihbischof in Cali (Kolumbien)                         | 8. Juli 1992      | 28. Oktober 2002 |
| 4                                 | Jörg Michael Peters           | Weihbischof in Trier (Deutschland)                      | 9. Dezember 2003  |                  |